# Eduard Gaertner

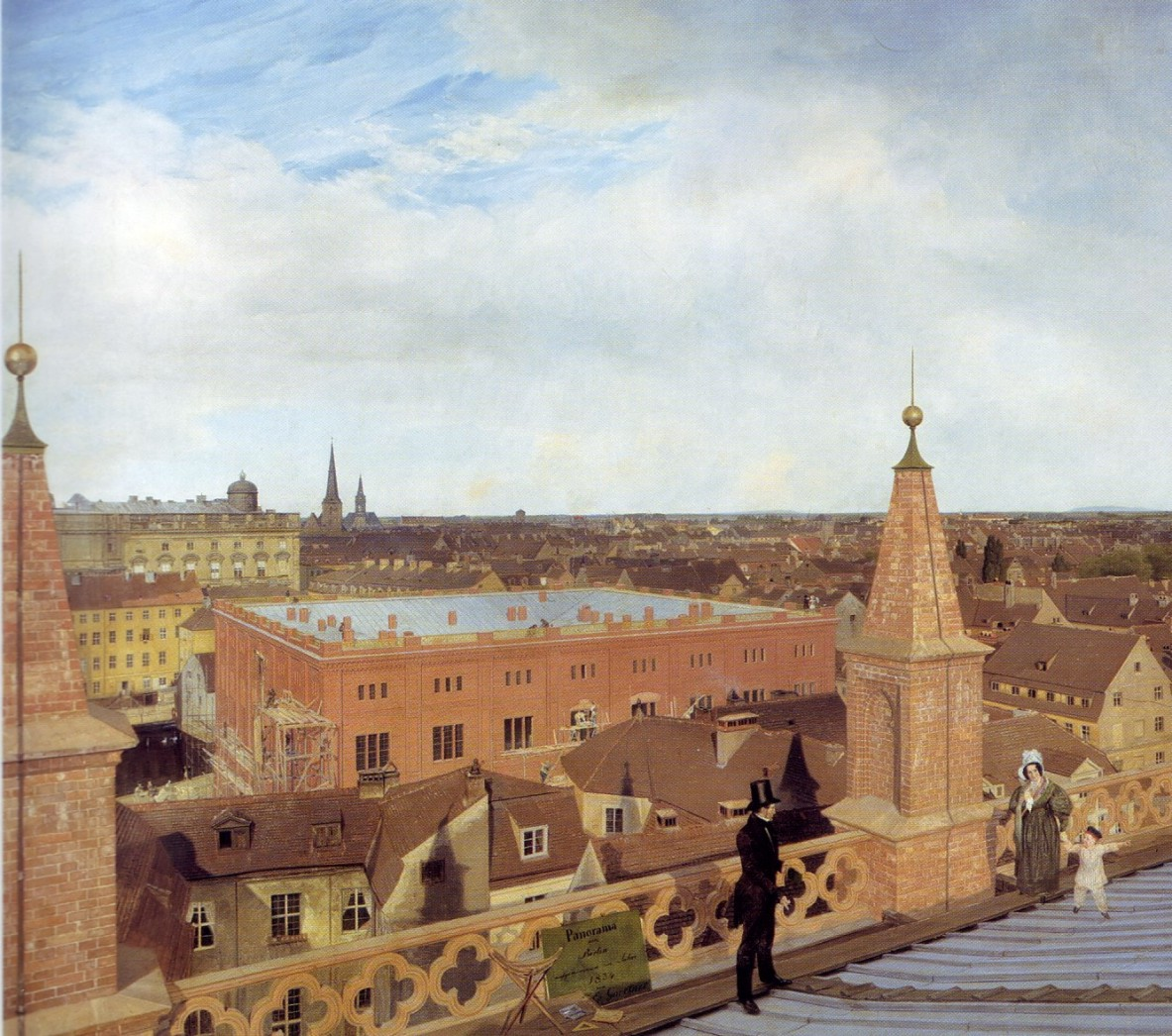
Panel del Panorama de Berlín

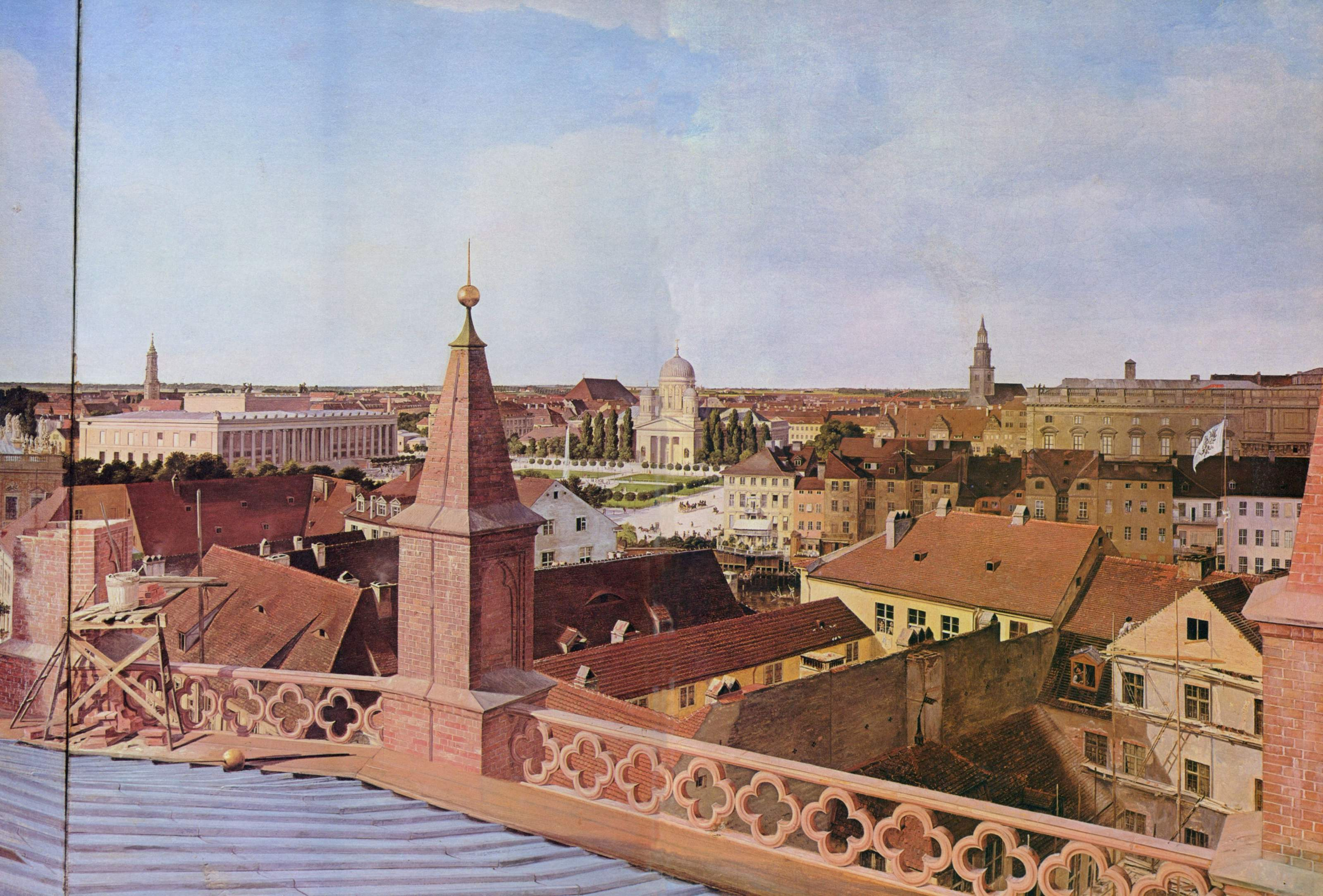
Panel del Panorama de Berlín

Panel del Panorama de Berlín

Johann Philipp Eduard Gaertner (* 2 de junio de 1801, Berlín; † 22 de febrero de 1877, Flecken Zechlin, hoy Rheinsberg) fue un pintor alemán del siglo XIX especializado en paisajismo y arquitectura. 

## Biografía
Gozó de gran éxito en la época gracias a sus obras ilustrando el Berlín de entonces y sus palacios, en Charlottenburg, Potsdam y el estilo Biedermeier.
En 1833 tuvo una gran exposición en la Akademie der Künste. 
Ese año comenzó su obra más ambiciosa, el panorama de Berlín, en perspectiva de ciclorama y varios paneles. 
Aquí, Gaertner también se representó a sí mismo, su esposa y sus dos hijos, así como algunos contemporáneos destacados: Schinkel, Christian Peter Wilhelm Beuth, Alexander von Humboldt y Federico Guillermo III de Prusia. 
Poco después de 1840 - año de la muerte de Federico Guillermo III. -se produjo un cambio de estilo, más acorde con el espíritu de la época y el gusto personal del nuevo rey. 
Su tendencia general fue más clásica y una visión de la naturaleza propia del románticos enmarcándose dentro del realismo pictórico.
Se lo considera el Bernardo Bellotto (Canaletto) de Berlín, sus pinturas del bulevar Unter den Linden y vistas de la ciudad retratan el Berlín del siglo XIX.
Eduard Gaertner trabajó con la precisión de un arquitecto y utilizó la camera obscura en varias oportunidades. 
Se casó en 1829 con Henriette Gaertner, con quien tuvo doce hijos.
En el 2001 tuvo lugar una gran muestra retrospectiva en Museo del Ephraim Palais de Berlín.

## Literatura
- Irmgard Wirth: Eduard Gaertner. Der Berliner Architekturmaler. Propyläen, Frankfurt am Main u. a. 1979, ISBN 3-549-06636-8
- Dominik Bartmann: Eduard Gaertner 1801–1877. Nicolai, Berlín 2001, ISBN 3-87584-070-4